# Thomas Rahimi
Thomas Rahimi es un deportista estadounidense que compite en taekwondo. Ganó dos medallas en el Campeonato Panamericano de Taekwondo, en los años 2016 y 2018.

## Palmarés internacional
| Campeonato Panamericano | Campeonato Panamericano  | Campeonato Panamericano | Campeonato Panamericano |
| Año                     | Lugar                    | Medalla                 | Categoría               |
| ----------------------- | ------------------------ | ----------------------- | ----------------------- |
| 2016                    | Querétaro (México)       | Medalla de plata        | –74 kg                  |
| 2018                    | Spokane (Estados Unidos) | Medalla de oro          | –74 kg                  |